# DaMarcus Beasley
DaMarcus Lamont Beasley (Fort Wayne (Indiana), 24 mei 1982) is een Amerikaans voormalig  voetballer die doorgaans als vleugelspeler uitkwam. Hij was van 2001 tot en met 2017 international van het Amerikaans voetbalelftal, waarvoor hij 126 interlands speelde en zeventien keer scoorde.

## Clubcarrière
Beasleys carrière als profvoetballer begon bij de Amerikaanse ploeg Chicago Fire in de Amerikaanse Major League Soccer. In 2004 maakte Beasley de overstap naar Europa, door bij PSV te gaan voetballen. Met PSV werd hij tweemaal landskampioen. De club verhuurde hem gedurende het seizoen 2006/07 een half jaar aan Manchester City FC. Vervolgens stapte hij voorafgaand aan het seizoen 2007/08 over naar Glasgow Rangers. Beasley kwam bij Rangers in drie jaar tot dertig competitieduels. Hij tekende in augustus 2010 een tweejarig contract bij Hannover 96. Sinds 2011 speelde hij in Mexico bij Puebla FC. Aldaar was hij een vaste kracht in het basiselftal. Op 23 juli 2014 keerde Beasley terug in de MLS. Hij tekende bij Houston Dynamo. Hij debuteerde op 4 augustus 2014 tegen DC United.
In mei 2019 maakte hij bekend zijn loopbaan als profvoetballer te beëindigen. Hij speelde op 6 oktober 2019 zijn laatste wedstrijd.

## Statistieken
| Seizoen | Club                 | Land                      | Competitie                 | Duels | Goals |
| ------- | -------------------- | ------------------------- | -------------------------- | ----- | ----- |
| 2000    | Chicago Fire         | Vlag van Verenigde Staten | Major League Soccer        | 18    | 2     |
| 2001    | Chicago Fire         | Vlag van Verenigde Staten | Major League Soccer        | 24    | 2     |
| 2002    | Chicago Fire         | Vlag van Verenigde Staten | Major League Soccer        | 19    | 3     |
| 2003    | Chicago Fire         | Vlag van Verenigde Staten | Major League Soccer        | 22    | 7     |
| 2004    | Chicago Fire         | Vlag van Verenigde Staten | Major League Soccer        | 15    | 0     |
| 2004/05 | PSV                  | Vlag van Nederland        | Eredivisie                 | 29    | 6     |
| 2005/06 | PSV                  | Vlag van Nederland        | Eredivisie                 | 27    | 4     |
| 2006/07 | PSV                  | Vlag van Nederland        | Eredivisie                 | 0     | 0     |
| 2006/07 | → Manchester City FC | Vlag van Engeland         | Premier League             | 18    | 3     |
| 2007/08 | Glasgow Rangers      | Vlag van Schotland        | Scottish Premier League    | 11    | 2     |
| 2008/09 | Glasgow Rangers      | Vlag van Schotland        | Scottish Premier League    | 10    | 0     |
| 2009/10 | Glasgow Rangers      | Vlag van Schotland        | Scottish Premier League    | 9     | 2     |
| 2010/11 | Hannover 96          | Vlag van Duitsland        | Bundesliga                 | 4     | 0     |
| 2011/12 | Puebla FC            | Vlag van Mexico           | Primera División de México | 33    | 7     |
| 2012/13 | Puebla FC            | Vlag van Mexico           | Primera División de México | 31    | 4     |
| 2013/14 | Puebla FC            | Vlag van Mexico           | Primera División de México | 28    | 1     |
| 2014    | Houston Dynamo       | Vlag van Verenigde Staten | Major League Soccer        | 10    | 0     |
| 2015    | Houston Dynamo       | Vlag van Verenigde Staten | Major League Soccer        | 28    | 1     |
| 2016    | Houston Dynamo       | Vlag van Verenigde Staten | Major League Soccer        | 24    | 1     |
| 2017    | Houston Dynamo       | Vlag van Verenigde Staten | Major League Soccer        | 24    | 0     |
| 2018    | Houston Dynamo       | Vlag van Verenigde Staten | Major League Soccer        | 26    | 1     |
| 2019    | Houston Dynamo       | Vlag van Verenigde Staten | Major League Soccer        | 12    | 0     |
| Totaal  |                      |                           |                            | 422   | 46    |